# دارسبرة (النادرة)

تعديل مصدري - تعديل

دارسبرة هي إحدى قرى عزلة الشرنمه العليا بمديرية النادرة التابعة لمحافظة إب، بلغ تعداد سكانها 533 نسمة حسب تعداد اليمن لعام 2004.